# Lurais
Lurais is een gemeente in het Franse departement Indre (regio Centre-Val de Loire) en telt 245 inwoners (2005). De plaats maakt deel uit van het arrondissement Le Blanc.

## Geografie
De oppervlakte van Lurais bedraagt 13,4 km², de bevolkingsdichtheid is 18,3 inwoners per km².
De onderstaande kaart toont de ligging van Lurais met de belangrijkste infrastructuur en aangrenzende gemeenten.

## Demografie
Onderstaande figuur toont het verloop van het inwonertal (bron: INSEE-tellingen).